# Varpajärvi
Varpajärvi är en sjö i kommunen Heinävesi i landskapet Södra Savolax i Finland. Sjön ligger 118,8 meter över havet. Arean är 84 hektar och strandlinjen är 10,31 kilometer lång. Sjön  ingår i Vuoksens huvudavrinningsområde.   Den ligger omkring 94 kilometer nordöst om S:t Michel och omkring 300 kilometer nordöst om Helsingfors. 
I sjön finns ön Kaislakaarteensaari. 